# Jean Félix Van den Bergh
Jean Félix François Van den Bergh, ook Van den Bergh-Elsen, (Antwerpen, 9 juni 1807 - aldaar, 6 april 1885) was een Belgisch ondernemer en politicus voor de LP en vervolgens de Meetingpartij.

## Levensloop
Jean-Felix was een zoon van Jean-Jacques van den Bergh, invoerder van producten uit Holland, directeur van een Antwerpse jeneverstokerij, actief in de Antwerpse politiek en bekend als orangist, en van Marie-Elisabeth Aerts. Hij trouwde met Henriette Elsen, dochter van scheeps- en effectenmakelaar Henri J. Elsen.
Hij was reder en scheepscommissionaris, samen met zijn broer Maximilien, onder de naam 'Vanden Bergh Fils', en, ook met zijn broer, bestuurder van de stokerij en brouwerij Van den Bergh en Cie, genaamd 'De Gulden Klok'.
De Antwerpse politiek werd in het begin van de jaren 1860 gedomineerd door de discussies over en de agitatie tegen de aanleg van een militaire omwalling die van de stad een nationaal bolwerk moest maken. Jean Van den Bergh was eigenaar van gronden die dreigden in waarde te verminderen door de op te leggen erfdienstbaarheden rond de militaire versterking. Hij sloot zich aan bij de protesten, ook al keerde hij zich aldus tegen de liberale Regering-Rogier II.
Het aanhoudende Antwerpse protest tegen de liberale regeringsplannen leidde op 20 mei 1862 tot een boycot van de tussentijdse verkiezing van een senator. Van den Bergh-Elsen werd verkozen, maar steunde niettemin de boycot en weigerde het mandaat op te nemen. Samen met de meeste andere Antwerpse raadsleden nam hij verontwaardigd ontslag uit de gemeenteraad en de provincieraad toen de Antwerpse eisen stuitten op een koele afwijzing door koning Leopold I en de regering. Hij verliet de gematigde Liberale Associatie en stapte over naar de pas opgerichte antimilitaristische, flamingantische en levensbeschouwelijk neutrale Meetingpartij.
Hij was senator voor het arrondissement Antwerpen, eerst voor de liberale partij, vervolgens voor de Meetingpartij, die aansloot bij de katholieke partij en dit van mei tot december 1862 (zonder dat hij zitting nam), van januari tot mei 1863 (opnieuw spoedig ontslag) en ten slotte van juni 1867 tot juni 1878. Van 1848 tot 1867 was hij provincieraadslid en van 1861 en tot in 1872 was hij gemeenteraadslid van Antwerpen. Van 1863 tot 1870 was hij schepen en in 1871-1872 was hij interim-burgemeester.
Zijn dochter Henriette trouwde met handelaar Emile Mayer (1824-1879). Zij stichtte na de dood van eerst haar man en later hun zoon, de beroemde kunstverzamelaar Fritz Mayer van den Bergh, het gelijknamige museum.